# Emarginula
Emarginula là một chi của loài động vật thân mềm, có kích thước nhỏ, sống ở biển tên là sao sao. Chi này nằm trong họ Fissurellidae.

## Mô tả
Cái vỏ hình ô-van của nó thì như là một cái hình nón bị bị chếch đi bởi cái đỉnh vỏ thì cong ra phía đăng sau. Mặt trước của vỏ thì có một khoảng trống khá sâu. Dải lông rung của hậu của các loài thuộc chi này thì mở rộng theo hướng lên trên. Bề mặt vỏ thì giống như là lưới mắt cáo, các đường vân nổi lên thì bắt đầu từ mép vỏ và hướng vào đỉnh vỏ. Bên trong thì không có vách ngăn.
Dải răng kitin của nó thì xen kẽ nhau theo quy luật là 1.4 1 1.4. Với một cái răng rộng, đỉnh thì vông góc và xếp gần trục. Rất nhiều loài của chi này thì có một vài hàng răng bao gồm 12 cái.

## Loài
Theo như World Register of Marine Species (WoRMS), chi này bao gồm có 189 loài, tát cả gồm có:
- Emarginula adamsiana Sowerby II in Adams & Sowerby II, 1863
- Emarginula adriatica Costa O.G., 1829
- Emarginula agulhasensis Thiele, 1925
- Emarginula alba Watson, 1897
- Emarginula amyda Shikama, 1962
- Emarginula angusta McLean, 1970
- Emarginula bicancellata Montrouzier, 1860
- Emarginula bonfittoi Smriglio & Mariottini, 2001
- Emarginula camilla Melvill & Standen, 1903
- Emarginula candida A. Adams, 1852
- Emarginula choristes Dall, 1925
- Emarginula christiaensi Piani, 1985
- Emarginula clypeus A. Adams, 1852
- Emarginula compta Habe, 1953
- Emarginula concinna A. Adams, 1852
- Emarginula connectens Thiele, 1915
- Emarginula connelli Kilburn, 1978
- Emarginula convexa Hedley, 1907
- Emarginula costulata Deshayes, 1863
- Emarginula crassa Sowerby, 1812
- Emarginula crassicostata Sowerby II in Adams & Sowerby II, 1863
- Emarginula curvamen Iredale, 1925
- Emarginula cuvieri Audouin, 1827 (species inquerenda)
- Emarginula decorata Deshayes, 1863
- Emarginula devota Thiele, 1915
- Emarginula dictya McLean, 1970
- Emarginula dilecta A. Adams, 1852
- Emarginula divae (van Aartsen & Carrozza, 1995)
- Emarginula dubia Schepman, 1908
- Emarginula fenestrella Deshayes, 1863
- Emarginula fissura (Linnaeus, 1758) - slit limpet
- Emarginula foveolata Schepman, 1908
  - Emarginula foveolata fugitai Habe, 1953
- Emarginula fragilis Yokoyama, 1920
- Emarginula fulginea A. Adams, 1851
- Emarginula gabensis (Gabriel, 1961)
- Emarginula gigantea Poppe, 2008
- Emarginula hataii Habe, 1953
- Emarginula hawaiiensis Dall, 1895
- Emarginula hosoyai Habe, 1953
- Emarginula huzardii (Payraudeau, 1826)
- Emarginula icosisculpta Simone & Cunha, 2014
- Emarginula imaizumi Dall, 1926
- Emarginula intervecta Locard, 1898
- Emarginula japonica Sowerby II in Adams & Sowerby II, 1863
- Emarginula kashimaensis Shikama, 1962
- Emarginula koon Kilburn, 1978
- Emarginula longifissa G.B. Sowerby II, 1866
- Emarginula macclurgi Kilburn, 1978
- Emarginula maculata A. Adams in A. Adams & Sowerby II, 1863
- Emarginula micans A. Adams, 1852
- Emarginula multistriata Jeffreys, 1882
- Emarginula natalensis Barnard, 1963
- Emarginula nigromaculata (Thiele, 1930)
- Emarginula nordica Pérez Farfante, 1947 - northern emarginula
- Emarginula obovata A. Adams, 1852
- Emarginula octaviana Coen, 1939
- Emarginula oppressa Barnard, 1963
- Emarginula paivana (Crosse, 1867)
- Emarginula patula Cotton, 1930
- Emarginula paucipunctata Schepman, 1908
- Emarginula phrixodes Dall, 1927 - ruffled emarginula
- Emarginula phrygium Herbert & Kilburn, 1985
- Emarginula puncticulata Adams, 1852
- Emarginula punctulum Piani, 1980
- Emarginula pustula Thiele in Küster, 1913
- Emarginula regia Habe, 1953
- Emarginula retecosa A. Adams, 1851
- Emarginula rosea Bell, 1824
- Emarginula scabriuscula A. Adams, 1852
- Emarginula sicula J. E. Gray, 1825 - dagger emarginula
- Emarginula sinica Lu, 1986
- Emarginula solidula Costa, 1829
- Emarginula souverbiana Pilsbry, 1890
- Emarginula spinosa Deshayes, 1863
- Emarginula striatula Quoy and Gaimard, 1834 - dagger emarginula [5]
- Emarginula subtilitexta Verco, 1908
- Emarginula superba Hedley, 1906
- Emarginula suspira Simone & Cunha, 2014
- Emarginula tenera Locard, 1892
- Emarginula tenuicostata G.B. Sowerby II, 1863
- Emarginula teramachii Habe, 1953
- Emarginula textilis Gould, 1859 in 1859-61
- Emarginula thomasi Crosse, 1864
- Emarginula thorektes Kilburn, 1978
- Emarginula tosaensis Habe, 1953
- Emarginula tuberculosa Libassi, 1859 - tuberculate emarginula
- Emarginula undulata Melvill & Standen, 1903
- Emarginula velascoensis Shasky, 1961
- Emarginula velascoi Rehder, 1980
- Emarginula viridicana Herbert & Kilburn, 1985
- Emarginula xishaensis Lu, 1986

Tuy nhiên, chi Emarginula còn có những loài được đề cập đến trong những có sở dữ liệu khác. Theo như kho dữ liệu Indo-Pacific Molluscan, các loài dưới đây được cho là thuộc chi này và hiện tại thì tên của chúng cũng được sử dụng như bình thường:
- Emarginula curvata Schepman, 1908
- Emarginula multisquamosa Schepman, 1908
- Emarginula sublaevis Schepman, 1908

Phân giống Emarginula Lamarck, 1801
- Emarginula bellula A. Adams, 1851
- Emarginula cucullata Adams, 1851
- Emarginula fissurata A. Adams, 1851
- Emarginula harmilensis Sturany, 1903
- Emarginula plana Schepman, 1908
- Emarginula scabricostata A. Adams, 1851

Subgenus Emarginula (Subzeidora) Iredale, 1924
Phân giống Emarginula (Subzeidora) Iredale, 1924
Ngoài ra, những loài dưới đầy có tên đồng nghĩa là thuộc chi này:
- Emarginula altilis Gould, 1859: là tên đồng nghĩa của Variemarginula punctata (A. Adams, 1852)
- Emarginula amitina Iredale, 1925: là tên đồng nghĩa của Emarginula dilecta A. Adams, 1852
- Emarginula angustata Thiele, 1915: là tên đồng nghĩa của Tugali decussata A. Adams, 1852
- Emarginula arabica A. Adams, 1852: là tên đồng nghĩa của Octomarginula arabica (A. Adams, 1852)
- Emarginula arconatii Issel, 1869: là tên đồng nghĩa của Montfortista panhi (Quoy & Gaimard, 1834)
- Emarginula australis Quoy & Gaimard, 1834: là tên đồng nghĩa của Montfortia subemarginata (Blainville, 1819)
- Emarginula bella Gabb, 1865: là tên đồng nghĩa của Scelidotoma bella (Gabb, 1865)
- Emarginula biangulata G. B. Sowerby III, 1901: là tên đồng nghĩa của Emarginella biangulata (G. B. Sowerby III, 1901)
- † Emarginula blainvillii Defrance, 1825: là tên đồng nghĩa của † Rimula blainvillii (Defrance, 1825)
- Emarginula brevirimata Deshayes, 1862: là tên đồng nghĩa của Montfortula brevirimata (Deshayes, 1862)
- Emarginula clathrata A. Adams & Reeve, 1850: là tên đồng nghĩa của Montfortista panhi (Quoy & Gaimard, 1834)
- Emarginula clathrata Pease, 1863: là tên đồng nghĩa của Emarginula dilecta A. Adams, 1852
- Emarginula conica Lamarck, 1801: là tên đồng nghĩa của Emarginula fissura (Linnaeus, 1758)
- Emarginula conica Schumacher, 1817 non Lamarck, 1801: là tên đồng nghĩa của Emarginula rosea Bell, 1824
- Emarginula dentigera Heilprin, 1889: là tên đồng nghĩa của Hemimarginula dentigera (Heilprin, 1889)
- Emarginula elata Locard, 1898: là tên đồng nghĩa của Emarginula christiaensi Piani, 1985
- Emarginula elongata O. G. Costa, 1829: là tên đồng nghĩa của Emarginula octaviana Coen, 1939
- Emarginula eximia A. Adams, 1852: là tên đồng nghĩa của Emarginella eximia (A. Adams, 1852)
- Emarginula flindersi Cotton, 1930: là tên đồng nghĩa của Emarginula convexa Hedley, 1907
- Emarginula fuliginea Kuroda, 1941: là tên đồng nghĩa của Variemarginula variegata (A. Adams, 1852)
- Emarginula guernei Dautzenberg & Fischer, 1896: là tên đồng nghĩa của Emarginula tuberculosa Libassi, 1859
- Emarginula hedleyi Thiele, 1915: là tên đồng nghĩa của Emarginula candida A. Adams, 1852
- Emarginula incisula(sic): là tên đồng nghĩa của Emarginella incisura (A. Adams, 1852)
- Emarginula incisura A. Adams, 1852: là tên đồng nghĩa của Emarginella incisura (A. Adams, 1852)
- Emarginula kimberti Cotton, 1930: là tên đồng nghĩa của Laeviemarginula kimberti (Cotton, 1930)
- Emarginula modesta H. Adams, 1872: là tên đồng nghĩa của Hemimarginula modesta (H. Adams, 1872)
- Emarginula muelleri Forbes & Hanley, 1849: là tên đồng nghĩa của Emarginula fissura (Linnaeus, 1758)
- Emarginula ostheimerae Abbott, 1958: là tên đồng nghĩa của Octomarginula ostheimerae (Abbott, 1958)
- Emarginula panhi Quoy & Gaimard, 1834: là tên đồng nghĩa của Montfortista panhi (Quoy & Gaimard, 1834)
- Emarginula papillosa Risso 1826: là tên đồng nghĩa của Emarginula huzardii Payraudeau, 1826
- Emarginula parmophoidea Quoy & Gaimard, 1834: là tên đồng nghĩa của Tugali elegans Gray, 1843
- Emarginula peasei Thiele, 1915: là tên đồng nghĩa của Emarginula dilecta A. Adams, 1852
- Emarginula picta Dunker, 1860: là tên đồng nghĩa của Montfortula picta (Dunker, 1860)
- Emarginula pileata Gould, 1859: là tên đồng nghĩa của Variemarginula punctata (A. Adams, 1852)
- Emarginula pileum Heilprin, 1889: là tên đồng nghĩa của Hemimarginula pileum (Heilprin, 1889)
- Emarginula planulata A. Adams, 1852: là tên đồng nghĩa của Emarginella planulata (A. Adams, 1852)
- Emarginula polygonalis A. Adams, 1852: là tên đồng nghĩa của Hemitoma polygonalis (A. Adams, 1852)
- Emarginula pulchreclathrata Tomlin, 1932: là tên đồng nghĩa của Emarginula agulhasensis Thiele, 1925
- Emarginula pumila A. Adams, 1852: là tên đồng nghĩa của Hemimarginula pumila (A. Adams, 1852)
- Emarginula punctata A. Adams, 1852: là tên đồng nghĩa của Variemarginula punctata (A. Adams, 1852)
- Emarginula reticulata Sowerby, 1813: là tên đồng nghĩa của Emarginula fissura (Linnaeus, 1758)
- Emarginula rugosa Quoy & Gaimard, 1834: là tên đồng nghĩa của Montfortula rugosa (Quoy & Gaimard, 1834)
- Emarginula scutellata Deshayes, 1863: là tên đồng nghĩa của Octomarginula scutellata (Deshayes, 1863)
- Emarginula sibogae Schepman, 1908: là tên đồng nghĩa của Emarginella sibogae (Schepman, 1908)
- Emarginula simpla Christiaens, 1987: là tên đồng nghĩa của Hemimarginula simpla (Christiaens, 1987)
- Emarginula stellata A. Adams, 1852: là tên đồng nghĩa của Montfortula rugosa (Quoy & Gaimard, 1834)
- Emarginula subclathrata Pilsbry, 1890: là tên đồng nghĩa của Emarginula dilecta A. Adams, 1852
- Emarginula subemarginata Blainville, 1819: là tên đồng nghĩa của Montfortia subemarginata (Blainville, 1819)
- Emarginula subrugosa Thiele, 1916: là tên đồng nghĩa của Hemimarginula subrugosa (Thiele, 1916)
- Emarginula sulcifera A. Adams, 1852: là tên đồng nghĩa của Montfortulana sulcifera (A. Adams, 1852)
- Emarginula tricarinata Pilsbry, 1890: là tên đồng nghĩa của Montfortista panhi (Quoy & Gaimard, 1834)
- Emarginula tricostata G.B. Sowerby I, 1823: là tên đồng nghĩa của Hemitoma octoradiata (Gmelin, 1791)
- Emarginula vadososinuata Yokoyama, 1922: là tên đồng nghĩa của Tugalina vadososinuata (Yokoyama, 1922)
- Emarginula vadum Barnard, 1963: là tên đồng nghĩa của Emarginula undulata Melvill & Standen, 1903
- Emarginula variegata A. Adams, 1852: là tên đồng nghĩa của Variemarginula variegata (A. Adams, 1852)